# 흙 (1978년 영화)
"흙"은 1978년에 개봉한 김기영 감독의 영화이다.

## 줄거리
일제강점기 기간, 변호사 허승은 한국의 정체성을 보존하기 위해서 농촌 발전에 헌신한다. 그러나 식민지 정책에 도전하는 입장에 처하여 아내에게 버림받는다. 그러나 사상범으로 투옥된 후 5년 후에 남편의 사업을 계속하고 있는 아내를 다시 만나게 된다.

## 주연
- 이화시
- 김정철
- 염복순
- 남성훈
- 박정자
- 김추련
- 권미혜
- 박암
- 김원섭
- 여포
- 최일
- 홍성중
- 한명환
- 최재호
- 김소저
- 홍윤정
- 이정애
- 차명화
- 강계식
- 임생출
- 홍성호
- 민현주

## 제작진
- 원작: 이광수
- 각색: 김용진
- 촬영: 구중모
- 촬영보: 조병모, 구교환, 진봉호
- 조명: 서병수
- 조명보: 최재훈, 박정래
- 조감독: 이광주, 신환철
- 편집: 현동춘
- 스틸: 황태성
- 미술: 이명수
- 실내장치: 김응수
- 음악: 한상기
- 부연출: 김여연
- 제작부: 원수남
- 녹음: 이재웅
- 효과: 김석호
- 현상: 한국천연색현상소
- 녹음: 한양녹음실
- 기획: 김병하
- 제작: 이우석 (동아수출공사1978년도작품)
- 연출: 김기영